# Дебубаві-Кей-Бахрі
Дебуба́ві-Кей-Бахрі́ (тигр. ደቡባዊ ቀይሕ ባሕሪ; також відомий як Південний Червономорський регіон) — один із шести регіонів (зоба) Еритреї, столиця області місто Ассеб. Площа регіону становить 27,600 км². Зоба складається із 3 районів та 1 міста регіонального підпорядкування.
Населення — 83500 осіб (2005; 185454 в 1997).

## Клімат та розташування
Дебуб-Кей-Бахрі географічно витягнутий із північного заходу на південний схід вдовж узбережжя Червоного моря на 500 км. Ширина регіону від узбережжя до кордону з Ефіопією приблизно 50 км. Із північного-заходу область межує із зобою Семіен-Кей-Бахрі, на заході та півдні — із Ефіопією, на південному-сході із Джибуті. Більшу частину території займає пустеля Данакіль. Найбільші міста провінції — Ассеб, Бейлул, Рахайта та Тійо. Найвища точка регіону гора Рамлу (2,248 м).
Область вважається однією з найнепривітніших на Землі, за винятком прибережної зони.

## Тваринний світ
В регіоні ареал проживання таких тварин як павіан гамадрил, сомалійська газель, газель доркас, бородавочник африканський, шакал чепрачний, лисиця піщана, дікдіки, шакал звичайний, гієни, аббісінський заєць, дикий осел, страус. Раніше тут були поширені африканські дикі пси, але наразі невідомо чи залишилися представники цього виду в регіоні. Також були свідчення про поширення гепардів, але найімовіршіше, вони, як і африканські дикі пси зникли з регіону.

## Адміністративний устрій
Райони:
- Ареета — Тійо
- Південний Дебуб-Кей-Бахрі — Ассаб
- Центральний Дебуб-Кей-Бахрі — Еді

Міста:
- Ассаб